# Blaženko Lacković
Blaženko Lacković (Novi Marof, 25 de diciembre de 1980) es un exjugador de balonmano croata que jugaba de lateral izquierdo. Su último equipo fue el HSV Hamburgo. Fue un componente de la selección de balonmano de Croacia.
Con la selección ganó la medalla de oro en los Juegos Olímpicos de Atenas 2004, en los Juegos Mediterráneos de 2001  y en el Campeonato Mundial de Balonmano Masculino de 2003, así como la medalla de plata en el Campeonato Mundial de Balonmano Masculino de 2005, en el Campeonato Mundial de Balonmano Masculino de 2009, en el Campeonato Europeo de Balonmano Masculino de 2008 y en el Campeonato Europeo de Balonmano Masculino de 2010.

También cuenta con 3 medallas de bronce logradas en los Juegos Olímpicos de Londres 2012, en el Campeonato Mundial de Balonmano Masculino de 2013 y en el Campeonato Europeo de Balonmano Masculino de 2012. En los clubes que ha jugado ha ganado la Liga de Croacia de balonmano 3 veces con el RK Zagreb, con el HSV Hamburg ganó la Bundesliga, la Copa de Alemania y la Champions League, mientras que con el RK Vardar ganó la Liga de Macedonia de balonmano dos veces, la Copa de Macedonia de balonmano, otro par de veces, y la Liga SEHA, por lo que podemos decir que cuenta con un palmarés muy amplio, ya que ha obtenido todos los títulos posibles en los equipos con los que ha jugado, y con la selección le faltó lograr el Europeo de balonmano.

## Palmarés

### RK Zagreb
- Liga de Croacia de balonmano (3): 2002, 2003, 2004
- Copa de Croacia de balonmano (2): 2003,  2004

### Flensburg
- Copa de Alemania de balonmano (1): 2005

### Hamburgo
- Liga de Alemania de balonmano (1): 2011
- Copa de Alemania de balonmano (1): 2011
- Supercopa de Alemania de balonmano (2): 2009, 2010
- Liga de Campeones de la EHF (1): 2013

### RK Vardar
- Liga de Macedonia de balonmano (2): 2015, 2016
- Copa de Macedonia de balonmano (2): 2015, 2016

### THW Kiel
- Copa de Alemania de balonmano (1): 2017

## Clubes
- RK Varteks (1997-2001)
- RK Zagreb (2001-2004)
- SG Flensburg-Handewitt (2004-2008)
- HSV Hamburg (2008-2014)
- RK Vardar (2014-2016)
- THW Kiel (2016-2017)[2]
- HSV Hamburgo (2017-2020)